# Relaciones Israel-Islas Marshall
Las relaciones entre Israel y las Islas Marshall se refieren a las relaciones internacionales entre el Estado de Israel y las Islas Marshall.

## Historia
Las Islas Marshall han mantenido relaciones diplomáticas con Israel desde 1987, y tradicionalmente han sido un estrecho aliado de voto de Israel en las Naciones Unidas, junto con Estados Unidos. En julio de 1999, elogiando el apoyo de las Islas Marshall hacia Israel en una votación de la ONU, el congresista Benjamin Gilman de Nueva York, presidente del Comité de Asuntos Exteriores de la Cámara de Representantes de los Estados Unidos, comentó sobre el país: «Nación pequeña... quizás, pero [sus] valientes acciones demostraron un sentido de la integridad superior a [su] tamaño». El 6 de julio de 2004, el representante estadounidense Lacy Clay, de Misuri, declaró en el Congreso de los Estados Unidos que «las Islas Marshall han sido... un buen amigo... del Estado de Israel». Consultado en 2004 sobre por qué las Islas Marshall tienden a apoyar a Israel en las votaciones de la ONU contrarias al país, el embajador de Israel ante la ONU, Dan Gillerman, opinó que lo hacen «porque creen que es lo correcto, no por sus propios intereses».
Michael Ronen es el embajador israelí en trece naciones insulares del Pacífico, incluidas las Islas Marshall. Ran Rahav es cónsul honorario de las Islas Marshall en Israel.